# Wars and Warriors: Giovanna d'Arco
Wars & Warriors: Giovanna d'Arco (Wars and Warriors: Joan of Arc) è un videogioco per computer sviluppato e pubblicato da Enlight Software. È basato sulle vicende storiche attorno alla figura della pulzella d'Orleans ed al suo ruolo durante la guerra dei cent'anni.

## Modalità di gioco
Il gioco combina vari aspetti di action game e strategia; quest'ultima è utile nel caso in cui si assalti una fortezza con macchine d'assedio o qualora si voglia spostare le truppe in modo ordinato, mentre la prima (predominante) si applica in combattimenti corpo a corpo con unità di nemici, come se fosse un picchiaduro.
I personaggi dei quali il giocatore potrà vestire i panni sono Giovanna d'Arco, La Hire, Jean de Metz ed il duca di Alençon.
Le missioni, otto in tutto, sono piuttosto lunghe (sarebbe perciò più corretto chiamarle "capitoli"), anche se gli obiettivi sono quasi sempre gli stessi (conquistare un castello, proteggere cittadini indifesi, sconfiggere un comandante nemico etc.). Il giocatore, lottando, viene premiato con particolari punti che si spendono per personalizzare il proprio personaggio (aumentando in modo esponenziale la barra degli attacchi speciali, della salute ed apprendendo nuove e potenti combo).
I nemici da fronteggiare (Inglesi, Borgognoni ed in seguito anche mercenari al soldo di questi) saranno molti e suddivisi in tre classi: quella dei soldati semplici, quella dei capitani e quella dei comandanti; questi ultimi sono personaggi storici realmente esistiti (come William e John de la Pole, John Talbot e Sir William Glasdale) e si differenziano per maggiore resistenza ai colpi, forza ed attacchi con combo spesso letali, se non parate.

## Le missioni
Le missioni per far incoronare Carlo VII di Francia sono otto, tutte con protagonista Giovanna d'Arco:
1. L'Arrivo
2. Contrattacco imperiale
3. Assalto al Crepuscolo
4. Vittoria a Tourelle
5. Ripulendo la Loira
6. L'assedio di Meung e Beaugency
7. Impasse
8. La Strada per l'Incoronazione

## Accoglienza
| Testata                               | Giudizio |
| ------------------------------------- | -------- |
| Metacritic (media al 18 luglio 2017)  | 60/100   |
| GameRankings (media al 9 maggio 2018) | 63,12%   |
| CGW                                   | [ 3 ]    |
| Game Informer                         | 7,5/10   |
| GameSpot                              | 6,2/10   |
| GameSpy                               | [ 6 ]    |
| GameZone                              | 6,9/10   |
| IGN                                   | 6,9/10   |
| PC Format                             | 73%      |
| PC Gamer (UK)                         | 70%      |
| PC Gamer (US)                         | 49%      |

Il gioco ha ricevuto giudizi altalenanti. Nel complesso, raggiunge ora il 60%, ovvero la sufficienza.